# Diau Charn
Diau Charn (貂蟬) est un film hongkongais réalisé par Li Han-hsiang, sorti en 1958.
Il s’agit d’une adaptation d’une partie du roman Histoire des Trois Royaumes qui est considéré comme un des quatre grands romans de la littérature classique chinoise, sous forme d’opéra du Huangmei.
Le film remporta un immense succès public et 5 prix à l’Asia-Pacific Film Festival de 1958, lançant la mode du huangmei diao à Hong Kong,,. Plusieurs années plus tard, Li Han-hsiang s'en déclarait néanmoins peu satisfait.

## Synopsis
La concubine éponyme Diao Chan est l’artisan de machinations à la cour impériale.

## Fiche technique
- Titre original : 貂蟬 Diau Charn
- Réalisation : Li Han-hsiang
- Scénario : Kao Li
- Pays d'origine : Hong Kong
- Format : couleurs - 35 mm - 2,35:1 - mono
- Genre : huangmei diao
- Durée :  87 min
- Date de sortie : 1958

## Distribution
- Lin Dai : Diao Chan
- Chao Lei : le général Lu Bu
- Lo Wei : le premier ministre Dong Zhuo
- Yang Chih-ching : un ministre